# Xoom Corporation
Xoom Corporation, também conhecido como Xoom, um serviço do PayPal, é um provedor eletrônico de transferência ou remessa de fundos que permite aos consumidores enviar dinheiro, pagar contas e recarregar telefones celulares dos Estados Unidos e do Canadá para 131 países.
A empresa foi fundada em 2001, está sediada em San Francisco, Califórnia , e possui um escritório na Cidade da Guatemala, Guatemala. Em novembro de 2015, o PayPal adquiriu a Xoom Corporation por US$ 25 por ação, totalizando cerca de US$ 1,09 bilhão.

## Serviços de transferência de dinheiro
A Xoom oferece serviços de transferência de dinheiro, principalmente de uma pessoa para outra, em muitos países do mundo. O dinheiro é enviado com segurança por meio de um site para computador e dispositivo móvel, bem como de um aplicativo móvel. O dinheiro enviado pela Xoom pode ser recebido em dinheiro em bancos e em várias outras empresas, dependendo da localização do destinatário, bem como por depósito em contas bancárias. Os usuários pagam pelo serviço usando fundos pagos por débito direto em sua conta bancária nos EUA, cartão de crédito ou cartão de débito.

## Recursos de pagamento e depósito de contas da Xoom
Os clientes podem usar a Xoom para pagar eletricidade, telefone, gás e mais contas em países estrangeiros selecionados. Com o serviço de depósito bancário da Xoom, os consumidores podem enviar dinheiro diretamente para contas bancárias em vários países, e a empresa também oferece serviços de retirada de dinheiro para selecionar países estrangeiros também. Alguns países também oferecem serviços de entrega em domicílio.

## Certificações de terceiros
A Xoom é certificada pela TRUSTe como licenciada do Programa de Selo de Privacidade TRUSTe®, é uma empresa credenciada pelo Better Business Bureau e opera seu site usando o selo verificado pela Verisign.

## Financiamento
Em 28 de setembro de 2007, a Xoom fechou uma primeira rodada de financiamento da série E por US$ 20 milhões.
Em 25 de março de 2010, a Xoom encerrou uma rodada de financiamento da série F por US$ 33 milhões. A empresa tornou-se pública em 15 de fevereiro de 2013.

## Aquisição pelo PayPal
Em 1 de julho de 2015, o PayPal anunciou que planejava adquirir a empresa Xoom. O PayPal pretendia gastar US$ 25 por ação em dinheiro para adquirir a Xoom de capital aberto, ou cerca de US$ 1,09 bilhão. O acordo foi fechado em novembro de 2015. A medida fortaleceu os negócios internacionais do PayPal, dando acesso aos 1,3 milhão de clientes americanos ativos da Xoom que enviaram cerca de US $ 7 bilhões nos 12 meses findos em 31 de março de 2015 para pessoas em 38 países.